# Vicepresidente del Banco de Guatemala
El Vicepresidente del Banco de Guatemala, quién también lo es de la Junta Monetaria, es nombrado junto con el Presidente del Banco de Guatemala, por el Presidente de la República, por un período de cuatro años, contado a partir del primer nombramiento realizado con base en la Constitución Política de la República y en el Decreto 16-2002, del Congreso de la República de Guatemala, Ley Orgánica del Banco de Guatemala.  
Tanto el presidente como el vicepresidente deben ser personas de reconocida honorabilidad y de notoria preparación y competencia en materia económica y financiera. En caso de ausencia o impedimento temporal del Presidente, será reemplazado por el mismo Vicepresidente, el cual tendrá todas las atribuciones del Presidente, o bien, puede ser delegada por el mismo.

## Incompatibilidad
El cargo de Vicepresidente es incompatible con el ejercicio de cualquier otro cargo público o privado, ya sea remunerado o ad honorem, con excepción de los cargos de carácter docente y de los que se relacionen con la dirección del Banco de Guatemala y de la política monetaria, cambiaria y crediticia, o que se deriven de mandato legal o de reglamentos y demás disposiciones aplicables emitidos por la Junta Monetaria.

## Lista de Vicepresidentes del Banco de Guatemala
| N.º | Nombre                                  |
| --- | --------------------------------------- |
| 01  | Alberto Velázquez                       |
| 02  | Rafael Ramos Bosch                      |
| 03  | Arturo Pérez Galliano                   |
| 04  | Gustavo Herrera Orellana                |
| 05  | Julio Bonilla González                  |
| 06  | Ricardo Barrios Peña                    |
| 07  | Eduardo Palomo Escobar                  |
| 08  | Roberto Saravia Santolino               |
| 09  | Luis Alfredo Castillo Corado            |
| 10  | Armando González Campo                  |
| 11  | Jorge Guillermo Tello Pacheco           |
| 12  | Oscar Álvarez Marroquín                 |
| 13  | Luis Arturo del Valle García            |
| 14  | Juan Gerardo Ponciano Gómez             |
| 15  | Gabriel Rodrigo Castellanos Quintanilla |
| 16  | Luis Alfredo Aguilar Aguirre            |
| 17  | Jorge Mario Calvillo Loaiza             |
| 18  | Edin Homero Velásquez Escobedo          |
| 19  | Willy Waldemar Zapata Sagastume         |
| 20  | María Antonieta del Cid de Bonilla      |
| 21  | Ariel Estuardo Camargo Fernández        |
| 22  | Julio Roberto Suárez Guerra             |
| 23  | Carlos Enrique Echeverría Salas         |
| 24  | Mario Alberto García Lara               |
| 25  | Julio Roberto Suárez Guerra             |

## Enlace Externo
- Banco de Guatemala

- Datos: Q16646196